# Jörg Mattheis
Jörg Mattheis (né le 22 avril 1944 à Rockenhausen) est un athlète allemand, spécialiste des épreuves combinées. 
Il remporte la médaille d'argent du décathlon aux championnats d'Europe 1966, devancé par son compatriote Werner von Moltke.
En 1967, il décroche la médaille d'argent du décathlon lors des Universiades d'été de Tokyo.